# Diospyros vaccinioides
Diospyros vaccinioides är en tvåhjärtbladig växtart som beskrevs av John Lindley. Diospyros vaccinioides ingår i släktet Diospyros och familjen Ebenaceae. Inga underarter finns listade i Catalogue of Life.

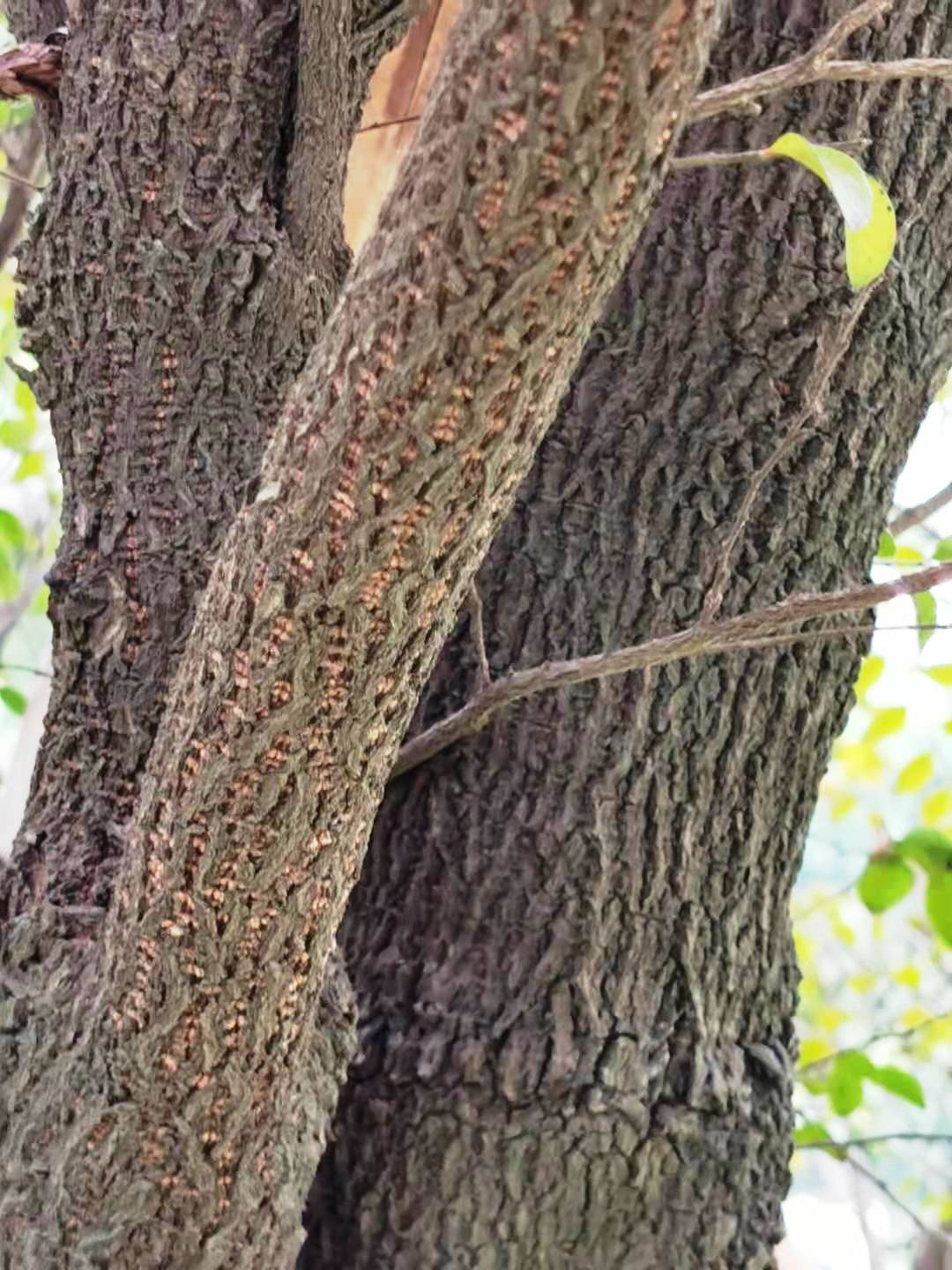
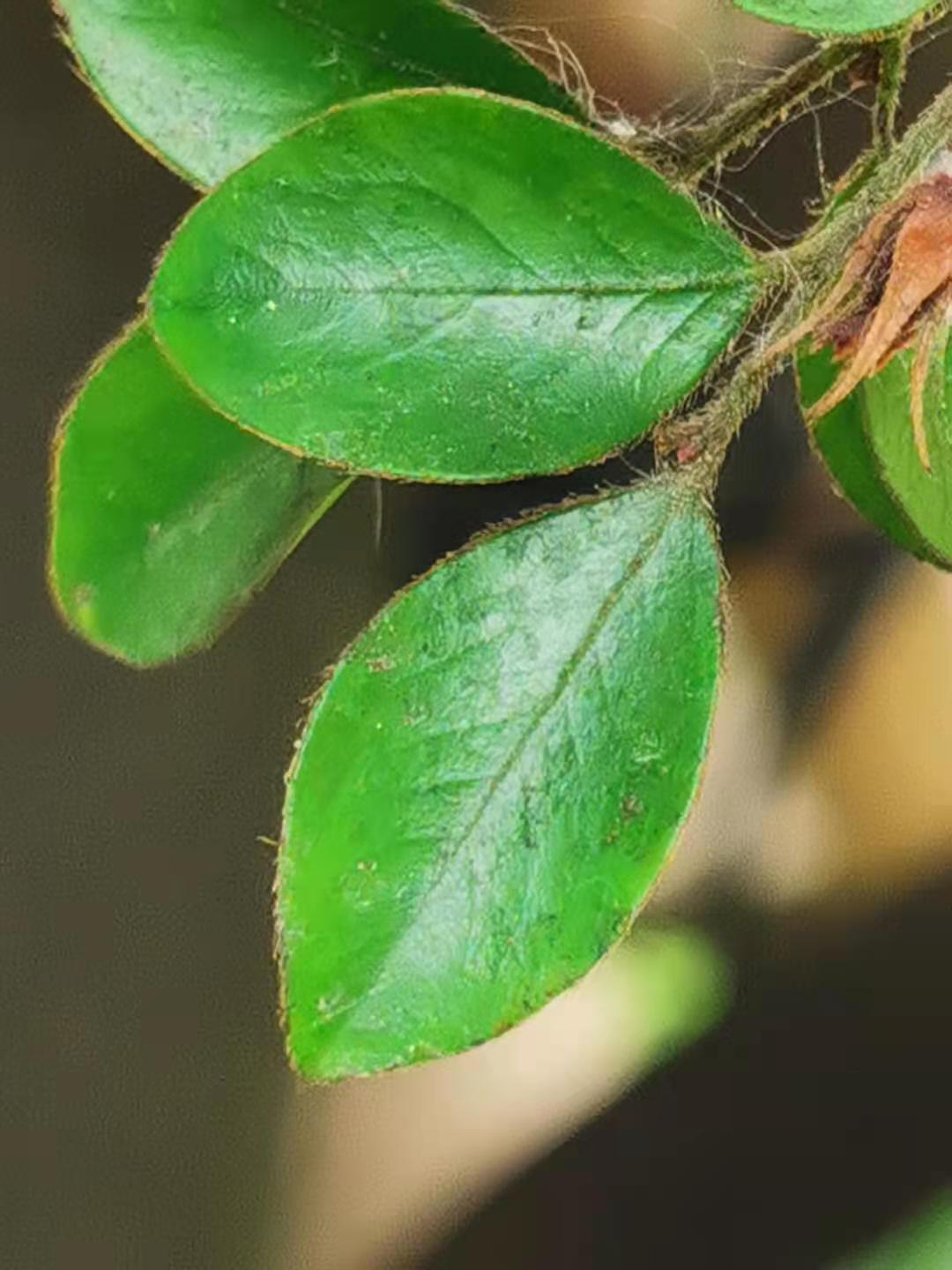
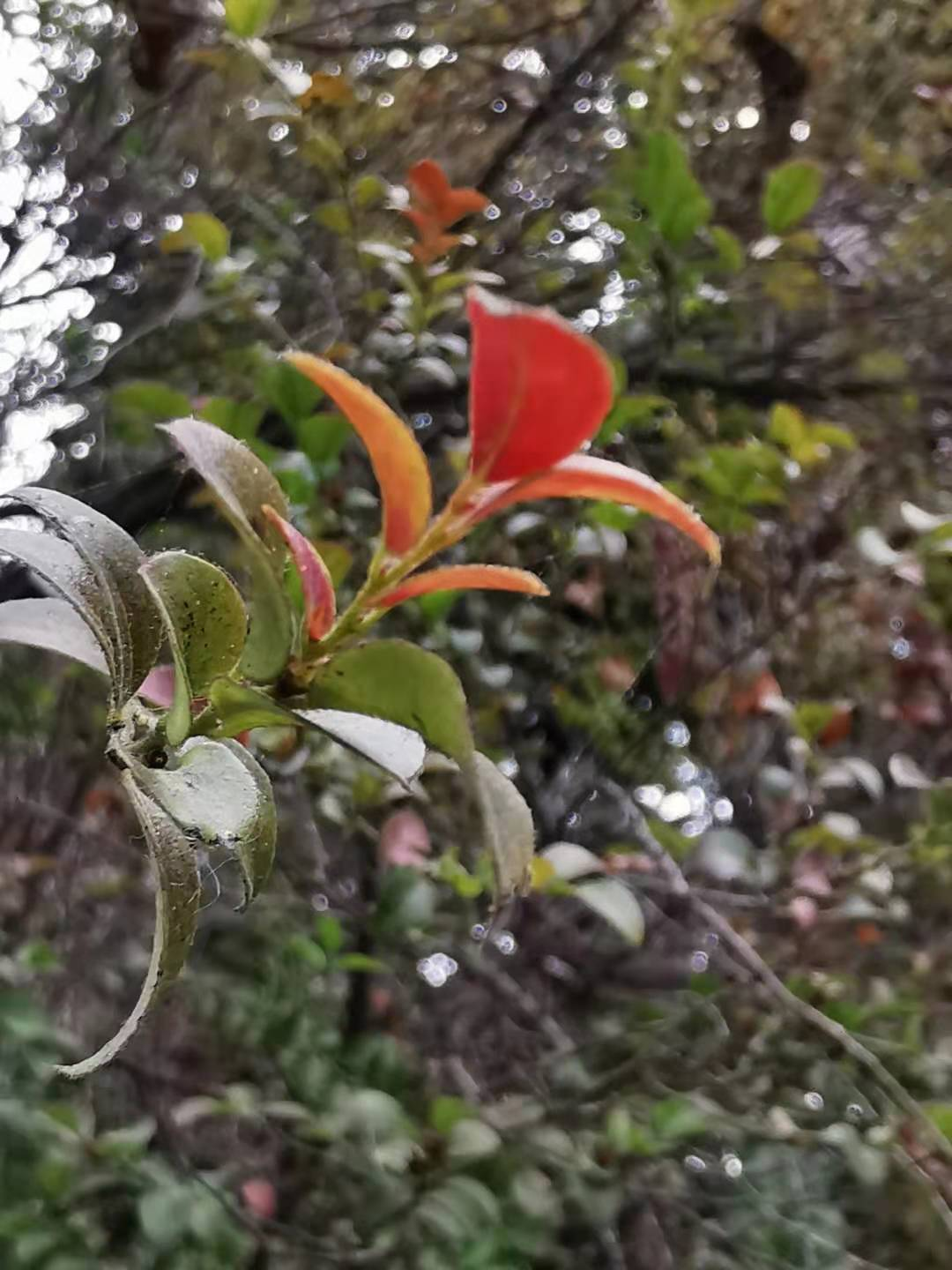
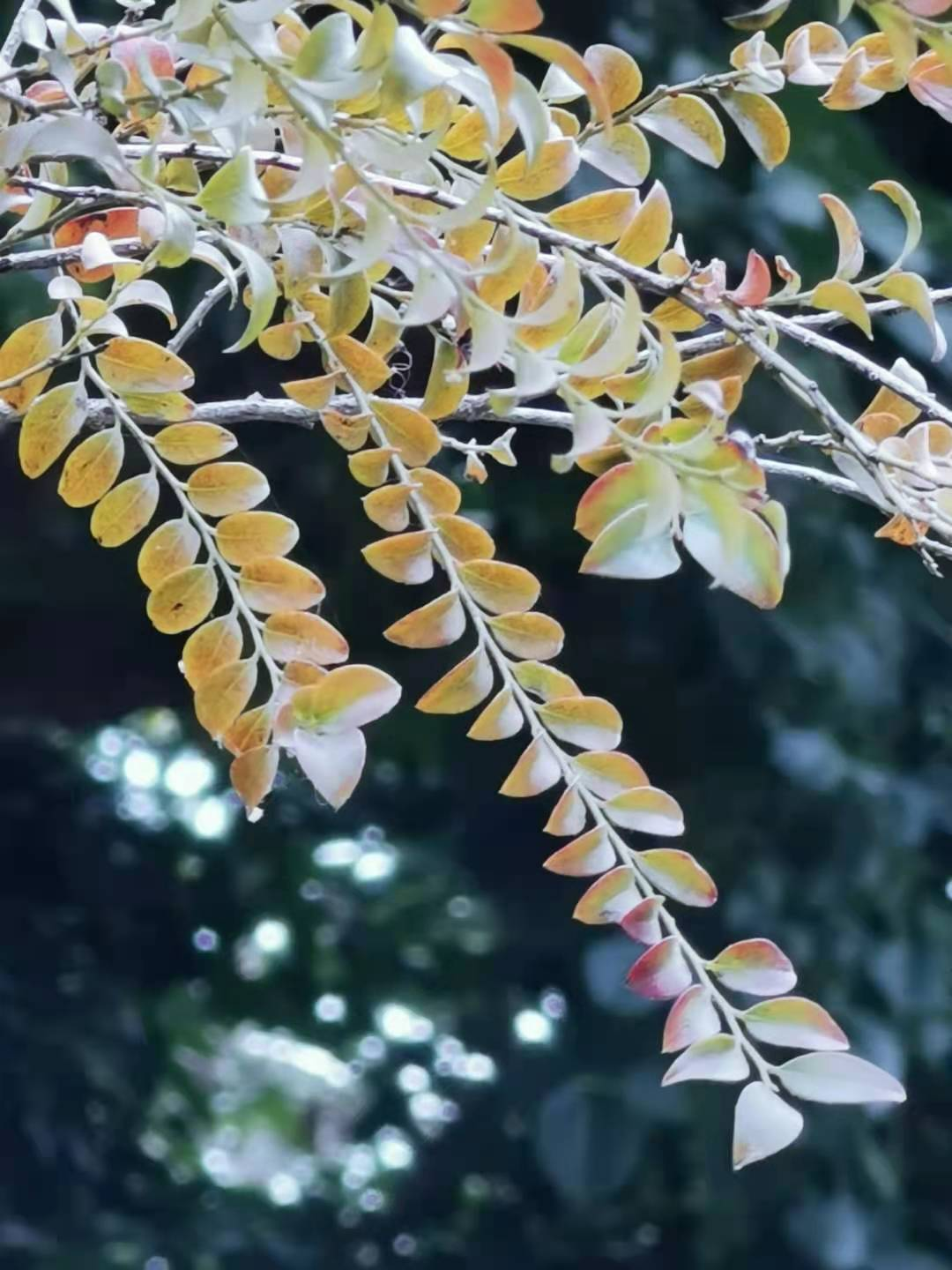
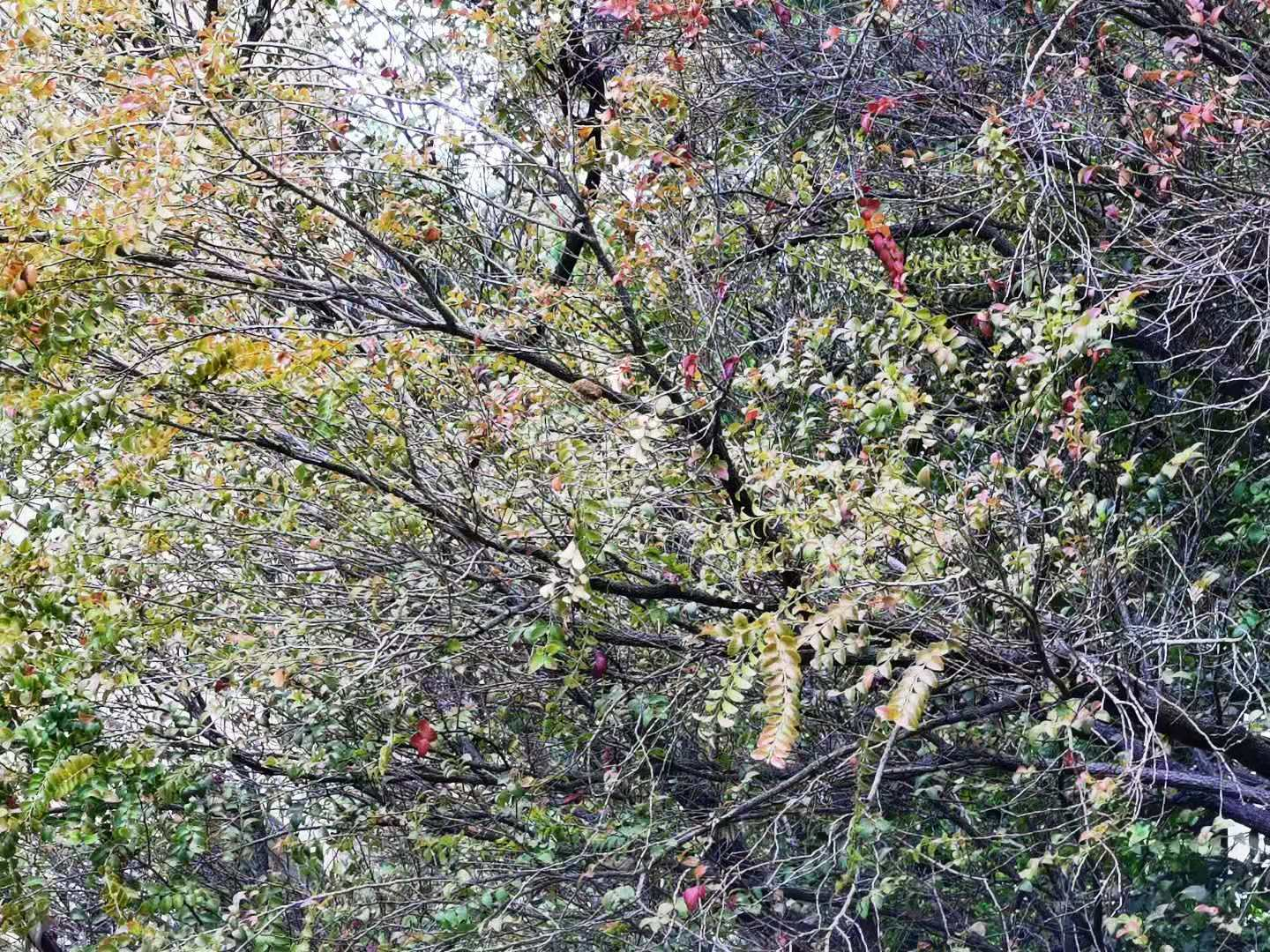
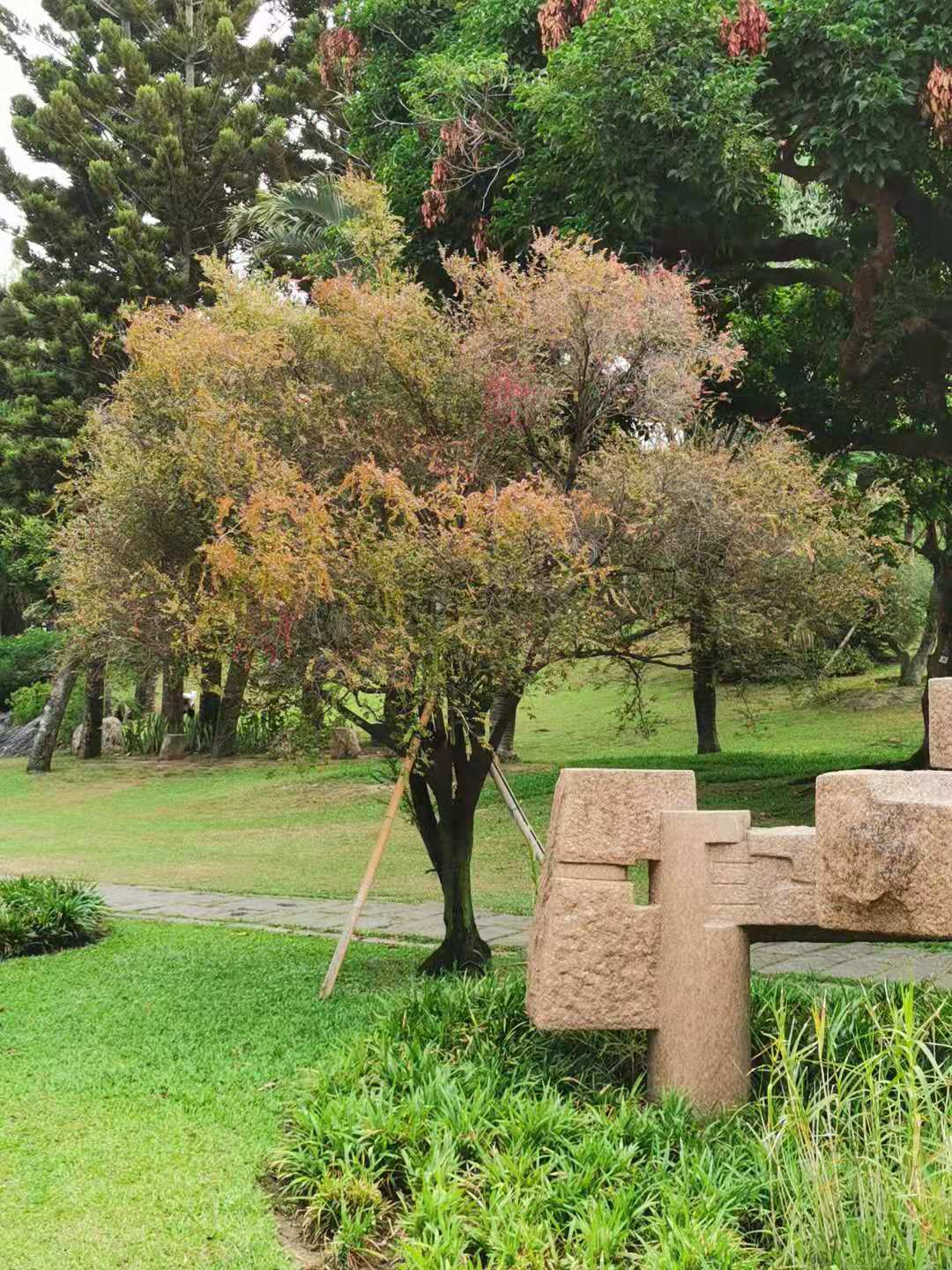